# ميك والاس
ميك والاس (بالإنجليزية: Mick Wallace)‏ هو مدرب كرة قدم وناشط سلام وسياسي أيرلندي، ولد في 9 نوفمبر 1955 في جمهورية أيرلندا. في 2016 Irish general election ‏، انتخب نائب دييل عن دائرة وكسفورد ‏ وقد انضم خلال فترته النيابية ‏ (10 مارس 2016 – ) للكتلة البرلمانية Independents 4 Change ‏ وفي الانتخابات العمومية الأيرلندية 2011 ‏، انتخب نائب دييل عن دائرة وكسفورد ‏ وقد انضم خلال فترته النيابية ‏ (9 مارس 2011 – 3 فبراير 2016) للكتلة البرلمانية مستقل.

## وصلات خارجية
- الموقع الرسمي